# Rio Amapari

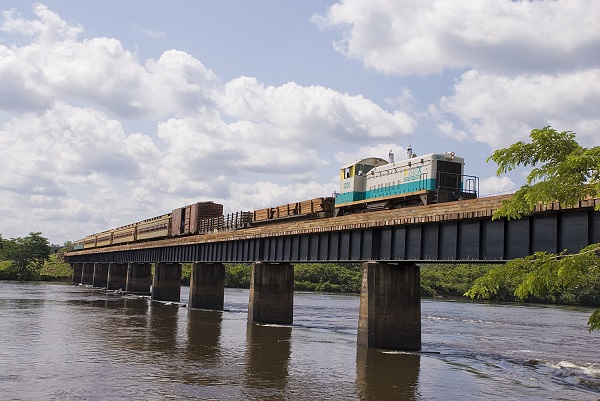
Pont ferroviaire au-dessus de la rivière Amapari à Pedra Branca, dans l'Etat d'Amapá, en 2007.

Le rio Amapari est un cours d'eau brésilien qui baigne l'État d'Amapá. Il prend sa source au Sud de la Guyane française, à l'Est de la Serra Uassipein et se jette dans le rio Araguari après avoir traversé les municipalités de Pedra Branca do Amapari, Serra do Navio et Porto Grande, où il fait sa confluence. Il possède deux cascades importantes sur son parcours : Cachoeira do Tatu, près de sa source, et Cachoeira do Veado, en amont du siège municipal de Serra do Navio.
Historiquement, les esclaves Samaracá de Guyane française venaient prospecter l'or sur le territoire de l'actuelle commune de Pedra Branca do Amapari en descendant le cours de ce fleuve comme voie d'accès.